# Vivid (入野自由のアルバム)
『vivid』（ヴィヴィッド）は、入野自由の1枚目のオリジナル・アルバム。2010年10月20日にKiramuneから発売された。

## リリース
初のオリジナル・アルバムであり、アルバム全体としては前作のミニアルバム『Soleil』から約1年4か月でのリリースとなった。
豪華盤と通常盤の2種リリースされ、豪華盤にはMV、メイキング映像、トレーラーを収録したDVDが同梱されている。「vivid」とは「生き生きとした」、「活力のある」の意で、入野及びファンに対する想いが込められている。

## 音楽性
2曲目「Showing up」は、当初作詞に対しては人に読まれるのが恥ずかしいという理由から乗り気ではなかったが、スタッフの一声で作詞を決意した。作詞をするに当たり、自分の伝えたい言葉を探すために本屋に立ち寄り、Showing upという英熟語を見つけ、これに入野の考えた言葉を詰め込んで書き上げられた。
4曲目「DICE」は、入野曰く「アートワークのカラフルでポップなテイストを汲みとった楽曲」となっている。
10曲目「BANANA－－－NA，BOAT!」は、入野曰く「ライヴ映えするような皆で盛り上がれる曲」で、詞というものは通常歌詞にメッセージを込めるが、この曲ではそれとは趣向を変えた意味不明の内容にするよう作詞家に依頼した。。

## 収録曲
1. JUMP [4:20]
作詞：下地悠、作曲：白戸佑輔、編曲：中西亮輔
2. Showing up [4:25]
作詞：入野自由、作曲：熊上雅明、編曲：中西亮輔
3. Andante [4:04]
作詞：Ruko、作曲・編曲：原田アツシ
4. DICE [4:11]
作詞：佐近健之、作曲・編曲：森慎太郎
5. 地図にない場所 [4:08]
作詞：鳥海雄介、作曲：吉田敬子、編曲：山田高弘
6. Brand New Heart [4:08]
作詞：実ノ里、作曲：綾部薫、編曲：小松一也
7. simple words [5:06]
作詞：只野菜摘、作曲：原田アツシ、編曲：中西亮輔
8. Faith [4:26]
作詞：こだまさおり、作曲・編曲：Tom-H@ck
9. ラヴ・テクニカ [3:52]
作詞：只野菜摘、作曲：FIREWORKS、編曲：ARCHIBOLD
10. BANANA－－－NA，BOAT! [3:59]
作詞：只野菜摘、作曲：熊上雅明、編曲：小松一也
11. 流れ星 [4:33]
作詞・作曲・編曲：市川淳
12. Peppy Hopper!! [4:32]
作詞：実ノ里、作曲：木下洋介、編曲：山田高弘

DVD（豪華盤のみ）
1. DICE（MUSIC CLIP）
2. making of 'vivid'
3. TRAILER

## チャート
| チャート（2010年）         | 最高位 |
| -------------------------- | ------ |
| オリコン                   | 62     |
| Billboard JAPAN Top Albums | 67     |